# Коломієць Петро Леонтійович
Петро́ Лео́нтійович Коломі́єць (18 вересня 1917, Жавинка — 24 грудня 1974, Київ) — радянський офіцер, Герой Радянського Союзу, в роки німецько-радянської війни командир ескадрильї 2-го гвардійського винищувального авіаційного полку 6-ї винищувальної авіаційної дивізії Військово-повітряних сил Північного флоту, гвардії капітан. Також на честь його імені зробили нагороду (після закінчення існування СРСР — скасована).
Його ім'я присвоєно далекому перехоплювачу МіГ-31 із 174-го Гвардійського Червонопрапорного винищувального авіаційного Печенгського полку імені двічі Героя Радянського Союзу Б. Ф. Сафонова .

## Біографія
Народився 18 вересня 1917 року в селі Жавинці (тепер Чернігівського району Чернігівської області) в селянській родині  ,  .
У Військово-Морському Флоті з 1936 року. Закінчив Єйське військово-морське авіаційне училище. У боях німецько-радянської війни з січня 1942 року.
До середини жовтня 1944 року гвардії капітан П. Л. Коломієць здійснив 118 бойових вильотів, у 38 повітряних боях збив 13 ворожих літаків, брав участь в 6 бомбардуваннях і 11 штурмівках військ і кораблів противника.
Указом Президії Верховної Ради СРСР від 5 листопада 1944 року за зразкове виконання бойових завдань командування і проявлені мужність і героїзм гвардії капітану Петру Леонтійовичу Коломійцю присвоєно звання Героя Радянського Союзу з врученням ордена Леніна і медалі «Золота Зірка» (№ 5061).

Могила Петра Коломійця

Після закінчення війни П. Л. Коломієць продовжив службу у Збройних силах СРСР. У 1949 році закінчив Військово-повітряну академію. З 1954 року підполковник П. Л. Коломієць — в запасі. Жив у Києві.
Помер 24 грудня 1974 року. Похований на Байковому кладовищі в Києві.

## Нагороди, пам'ять
Нагороджений двому орденами Леніна, двома орденами Червоного Прапора, орденом Червоної Зірки, медалями.
Бюст П. Л. Коломійця, в числі 53-х льотчиків-північноморців, удостоєних звання Героя Радянського Союзу, встановлений на Алеї героїв-авіаторів Північного флоту, відкритій 29 жовтня 1968 року на вулиці Преображенського в селищі Сафоново Мурманської області (автор Е. І. Китайчук). У селі Ковпиті Чернігівського району Чернігівської області на Алеї Героїв встановлено пам'ятний стенд П. Л. Коломійцю.